# Кушкулија
Кушкулија (мкд. Кушкулија) је насеље у Северној Македонији, у југоисточном делу државе. Кушкулија је у саставу општине Васиљево.

## Географија
Кушкулија је смештена у југоисточном делу Северне Македоније. Од најближег града, Струмице, насеље је удаљено 25 km северно.
Насеље Кушкулија се налази у историјској области Струмица. Насеље је положено на јужним висовима Малешевских планина, северно од Струмичког поља. Надморска висина насеља је приближно 920 метара. 
Месна клима је планинска због знатне надморске висине.

## Становништво
Кушкулија је према последњем попису из 2002. године била без становника. Попис из 1961. је био последњи на коме су били пријављени становници села.
Већинско становништво у насељу били су Турци, који су се спонтано иселили у матицу средином 20. века. 
Претежна вероисповест месног становништва била је ислам.